# ميخائيل شيشكين
ميخائيل شيشكين (بالروسية: Михаил Валерьевич Шишкин)‏ هو لاعب كرة قدم روسي في مركز الدفاع، ولد في 4 سبتمبر 1980 في موسكو في روسيا. لعب مع إف كي أتيراو ولوكوموتيف موسكو ونادي أستانا.

## وصلات خارجية
- ميخائيل شيشكين على موقع قاعدة بيانات كرة القدم.إي يو (الإنجليزية)
- ميخائيل شيشكين على موقع Soccerway.com (الإنجليزية)